# Gustav-Adolf-Kirche (Recklinghausen)

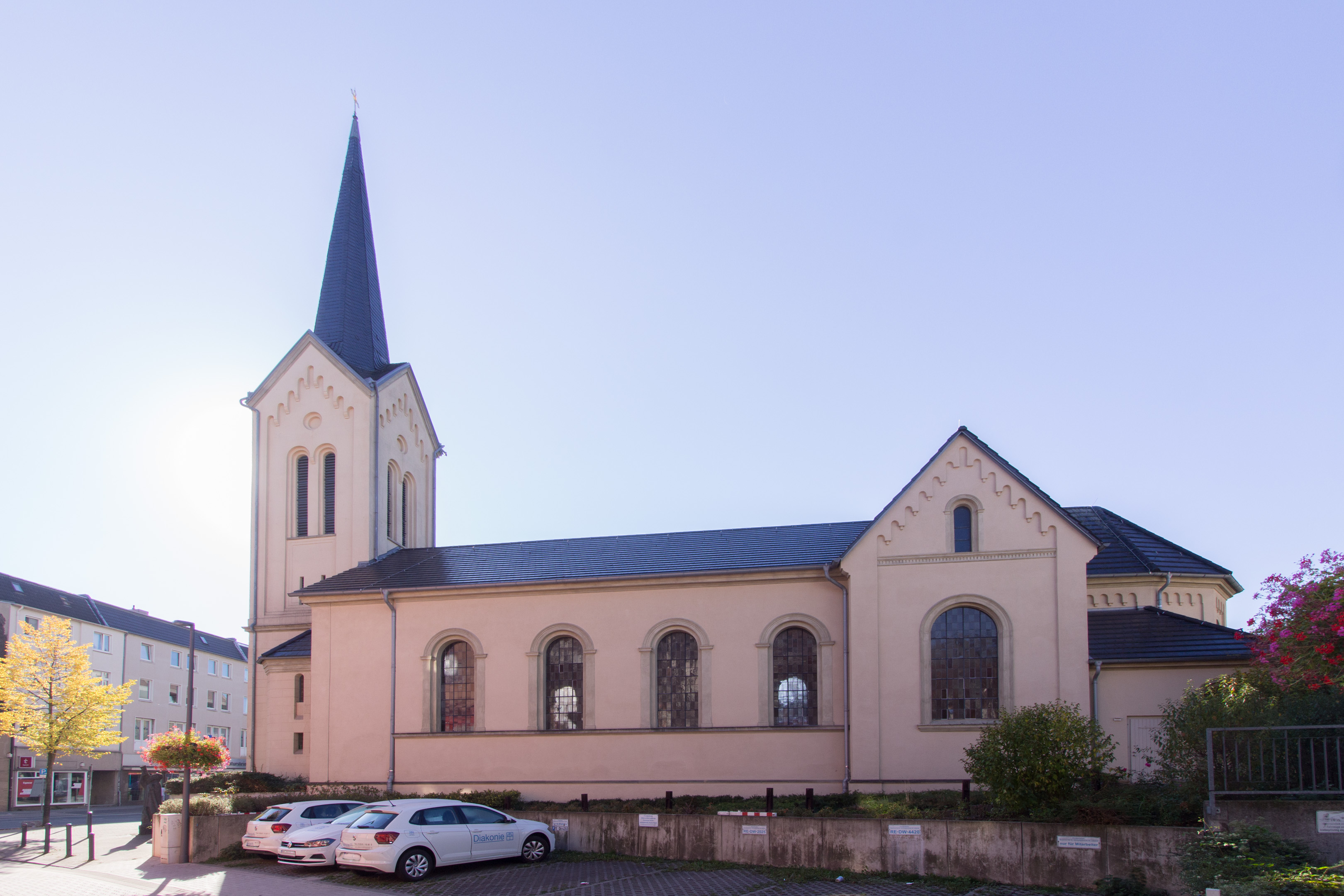
Gustav-Adolf-Kirche (Recklinghausen)

Die Gustav-Adolf-Kirche, benannt nach dem früheren schwedischen König Gustav Adolf II., ist ein evangelisches Kirchengebäude in Recklinghausen. Sie liegt in der Nähe des Viehtors, südlich knapp außerhalb der Innenstadt im Paulusviertel.

## Geschichte
Die Kirche wurde 1847 im preußisch-klassizistischen Stil erbaut und stellt das älteste evangelische Kirchengebäude im katholisch geprägten Vest Recklinghausen dar. 1878 wurde der kleine Dachreiter durch den Anbau des heutigen Glockenturms ersetzt; er beherbergt 9 Glocken. Mitte der 1880er Jahre wurde die Kirche um den Westchor erweitert.
Im NS-Staat war die Gemeinde der Gustav-Adolf-Kirche ein Rückhalt der Bekennenden Kirche im Kampf mit den Deutschen Christen.
Im Juni 2024 feierte die Gemeinde den letzten Gottesdienst in der Gustav-Adolf-Kirche. Seither ist sie geschlossen.

## Ausstattung
Die drei Glasfenster der Apsis wurden von Hans Gottfried von Stockhausen geschaffen.